# Hempton
Hempton är en civil parish i Storbritannien.   Den ligger i grevskapet Norfolk och riksdelen England, i den sydöstra delen av landet, 160 km norr om huvudstaden London. Antalet invånare är 499. Arean är 2,2 kvadratkilometer.
Terrängen i Hempton är mycket platt.